# Sekretarz urbanizacji Stanów Zjednoczonych
Sekretarz urbanizacji Stanów Zjednoczonych (ang. United States Secretary of Housing and Urban Development) stoi na czele Departamentu Urbanizacji, który jest jednym z resortów (czyli, wedle terminologii europejskiej, ministerstwem) rządowych w Stanach Zjednoczonych. Departament zajmuje się wszelkimi sprawami związanymi z budownictwem.
Sekretarz jest więc członkiem gabinetu i z racji tego plasuje się na 13. (obecnie 11. z racji wyłączenia dwóch członków przed nim) w linii sukcesji prezydenckiej.
Obecnie urząd ten zajmuje Marcia Fudge.
Departament, a więc i urząd sekretarza, utworzono w 1966 roku w okresie prezydentury Lyndona B. Johnsona. Pierwszym sekretarzem został Robert C. Weaver (pierwszy Afroamerykanin kiedykolwiek zasiadający w gabinecie).

Emblemat sekretarza urbanizacji

## Lista sekretarzy[1][2]
| #  | Sekretarz                  | Okres                               | Prezydent         |  |
| -- | -------------------------- | ----------------------------------- | ----------------- |  |
| 1  | Robert Clifton Weaver      | 18 stycznia 1966 – 18 grudnia 1968  | Lyndon B. Johnson |  |
| 2  | Robert Coldwell Wood       | 7 stycznia 1969 – 20 stycznia 1969  | Lyndon B. Johnson |  |
| 3  | George Wilcken Romney      | 22 stycznia 1969 – 20 stycznia 1973 | Richard Nixon     |  |
| 4  | James Thomas Lynn          | 2 stycznia 1973 – 5 lutego 1975     | Richard Nixon     |  |
| 4  | James Thomas Lynn          | 2 stycznia 1973 – 5 lutego 1975     | Gerald Ford       |  |
| 5  | Carla Anderson Hills       | 10 marca 1975 – 20 stycznia 1977    | Gerald Ford       |  |
| 6  | Patricia Roberts Harris    | 23 stycznia 1977 – 10 września 1979 | Jimmy Carter      |  |
| 7  | Maurice Edwin Landrieu     | 24 września 1979 – 20 stycznia 1981 | Jimmy Carter      |  |
| 8  | Samuel Riley Pierce        | 23 stycznia 1981 – 20 stycznia 1989 | Ronald Reagan     |  |
| 9  | Jack French Kemp           | 13 lutego 1989 – 19 stycznia 1993   | George H.W. Bush  |  |
| 10 | Henry Gabriel Cisneros     | 22 stycznia 1993 – 19 stycznia 1997 | Bill Clinton      |  |
| 11 | Andrew Mark Cuomo          | 29 stycznia 1997 – 20 stycznia 2001 | Bill Clinton      |  |
| 12 | Melquiades Rafael Martinez | 24 stycznia 2001 – 12 stycznia 2003 | George W. Bush    |  |
| 13 | Alphonso Roy Jackson       | 31 marca 2004 – 18 kwietnia 2008    | George W. Bush    |  |
| 14 | Steve Preston              | 5 czerwca 2008 – 20 stycznia 2009   | George W. Bush    |  |
| 15 | Shaun Donovan              | 20 stycznia 2009 – 28 lipca 2014    | Barack Obama      |  |
| 16 | Julián Castro              | 28 lipca 2014 – 2 marca 2017        | Barack Obama      |  |
| 17 | Ben Carson                 | 2 marca 2017 – 20 stycznia 2021     | Donald Trump      |  |
| –  | Matt Ammon                 | 20 stycznia 2021 – 10 marca 2021    | Joe Biden         |  |
| 18 | Marcia Fudge               | 10 marca 2021 – 22 marca 2024       | Joe Biden         |  |
| –  | Adrianne Todman (p.o.)     | 22 marca 2024 – 20 stycznia 2025    | Joe Biden         |  |
| –  | Matt Ammon (p.o.)          | 20 stycznia 2025 – 5 lutego         | Donald Trump      |  |
| 19 | Scott Turner               | od 5 lutego 2025                    | Donald Trump      |  |